# Lothar Roitner
Lothar Roitner (* 13. September 1956 in Wien) ist ein ehemaliger österreichischer Verbandsmanager.

## Leben und Wirken
Lothar Roitner studierte von 1977 bis 1981 Rechtswissenschaften an der Universität Wien. 1982 begann er seine Karriere beim Fachverband der Elektro- und Elektronikindustrie (FFEI), dessen Geschäftsführer er von 2001 bis 2020 war. Er absolvierte von 1988 bis 1990 ein betriebswirtschaftliches Postgraduate-Studium für Verbandsmanagement an der Universität Freiburg (Schweiz). Von 1997 bis 2005 war Roitner Geschäftsführer des Verbandes Alternativer Telekom-Netzbetreiber.
Mitglied des Stiftungsvorstandes des UFH Umweltforum Haushalt war er von 2010 bis 2020. Von 2012 bis 2020 präsidierte er die Fachhochschule Technikum Wien und von 2015 bis 2020 war er Vorstandsmitglied des Vereins Industrie 4.0 Österreich – die Plattform für intelligente Produktion.
Roitner ist verheiratet und hat zwei Söhne.